# Арая, Хесус
Хесу́с Альбе́рто Ара́я Че́ймберс (исп. Jesús Alberto Araya Chambers; родился 3 января 1996 года) — панамский футболист, защитник клуба «Тауро».

## Клубная карьера
Арая начал карьеру в клубе «Тауро». 13 сентября 2014 года в матче против «Индепендьенте» он дебютировал в чемпионате Панамы. 12 февраля 2015 года в поединке против «Чепо» Хесус забил свой первый гол за «Тауро».

## Международная карьера
В 2013 году Арая завоевал серебряные медали на домашнем юношеском Кубке КОНКАКАФ. На турнире он сыграл в матчах против команд Тринидада и Тобаго, Канады, Мексики, Ямайки и Барбадоса. В ворота тринидадцев и мексиканцев Хесус забил по голу. В том же году он принял участие в юношеском чемпионате мира в ОАЭ. На турнире Арая сыграл в матчах против сборных Узбекистана, Хорватии и Марокко.
В 2015 году в составе молодёжной сборной Панамы Хесус стал серебряным призёром Молодёжного кубка КОНКАКАФ на Ямайке. На турнире он сыграл в матчах против команд Арубы, Ямайки и Гватемалы. Летом того же года Эскобар принял участие в молодёжном чемпионате мира в Новой Зеландии. На турнире он сыграл в матчах против команд Аргентины, Австрии и Ганы.

## Достижения
Международные
 Панама (до 17)
- Юношеский кубок КОНКАКАФ — 2013

 Панама (до 20)
- Молодёжный кубок КОНКАКАФ — 2015